# Megaselia sibylla
Megaselia sibylla är en tvåvingeart som beskrevs av Borgmeier 1967. Megaselia sibylla ingår i släktet Megaselia och familjen puckelflugor.
Artens utbredningsområde är Filippinerna. Inga underarter finns listade i Catalogue of Life.